# Riserva naturale orientata Monte Altesina
La riserva naturale orientata Monte Altesina è un'area naturale protetta situata nei comuni di Nicosia e Leonforte, nel libero consorzio comunale di Enna.

## Territorio
La riserva prende nome dal Monte Altesina, che i latini soprannominarono Mons Aereus, nome dovuto alla forma particolarmente slanciata e appuntita del monte, che, con i suoi 1192 m s.l.m. di altezza, è uno dei vertici orografici dei monti Erei e risulta visibile da gran parte della Sicilia centrale.
Sulla sommità risultano ancora presenti tracce evidenti di urbanizzazione antica forse greca nonché imponenti escavazioni sicuramente legate a un santuario dedicato alle divinità ctonie Persefone e Kore. Sulla parete rocciosa si può notare una singolare iscrizione cufica del X secolo che risulta essere una sciadda = testimonianza di fede. Questo sottolinea il ruolo importante che il Monte Altesina ebbe durante la dominazione saracena.
Gestita dall'Azienda Foreste Demaniali di Enna, la Riserva del Monte Altesina è un polmone verde poco conosciuto della Sicilia interna, essendo interamente ammantata da fitte foreste.

## Flora
Dal punto di vista floristico l'elemento più significativo della Riserva è costituito dalla lecceta, un esteso bosco mediterraneo sempreverde a Quercus ilex; si registra anche la presenza di roverella, sorbi, lentisco e di aree rimboschite ad eucalipto. Tra le specie del sottobosco da segnalare l'endemica ginestra dei Nebrodi.

## Strutture ricettive
L'Ente gestore ha realizzato sei sentieri naturalistici e ha promosso il recupero della antica masseria Altesinella che sarà adibito a Centro visitatori e Museo etno-antropologico.